# Òliba de Sulawesi
L'òliba de Sulawesi (Tyto rosenbergii) és un ocell rapinyaire nocturn de la família dels titònids (Tytonidae). Habita la selva humida de l'illa de Sulawesi. El seu estat de conservació es considera de risc mínim.